# Králíky
Králíky (niem. Grulich, dial. Gruulich) – miasto w Czechach, w kraju pardubickim. W 2024 roku liczyło 4126 mieszkańców. Leży u podnóża góry Jeřáb na obszarze Hanušovickiej vrchoviny. Przez miasto przepływa Králický potok, który  na zachód od miasta wpływa do rzeki Cicha Orlica a ta niedaleko od Týniště nad Orlicí łączy się z Dziką Orlicą, tworząc Orlicę.

## Kolej
Przez miasto przechodzi linia kolejowa nr 024 ze stacji Dolní Lipka do miasteczka Štíty, a w Kralikach znajduje się stacja kolejowa Králíky i przystanek Králíky zastávka.

## Historia
Najstarsze zapiski dotyczące miasta pochodzą z 1367 roku. Właścicielami tych terenów były m.in. rodziny von Pottenstein, Hohenlohe, Pappenheim i przez trzysta lat (1650–1945) Althann. Od XIV do XVII w. w okolicy znajdowały się kopalnie żelaza, metali nieżelaznych i srebra.

### Filia Groß-Rosen
W czasie wojny miejscowości znajdowała się filia obozu koncentracyjnego Groß-Rosen.

## Atrakcje

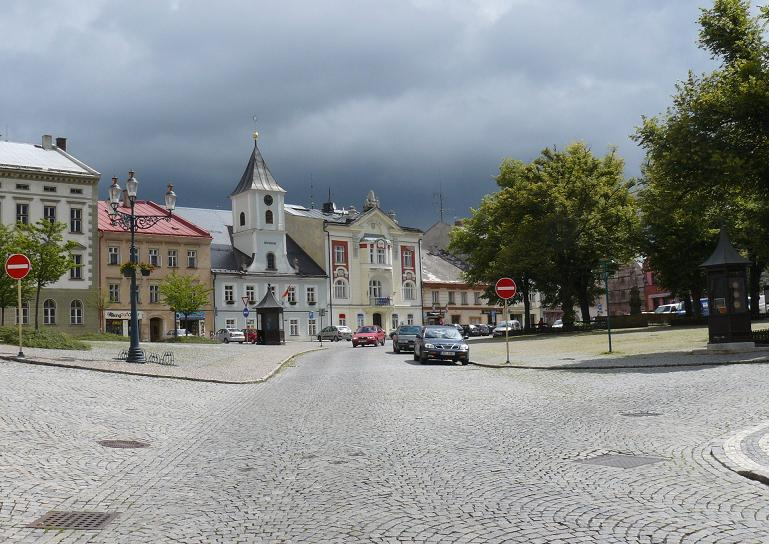
Rynek w Kralikach

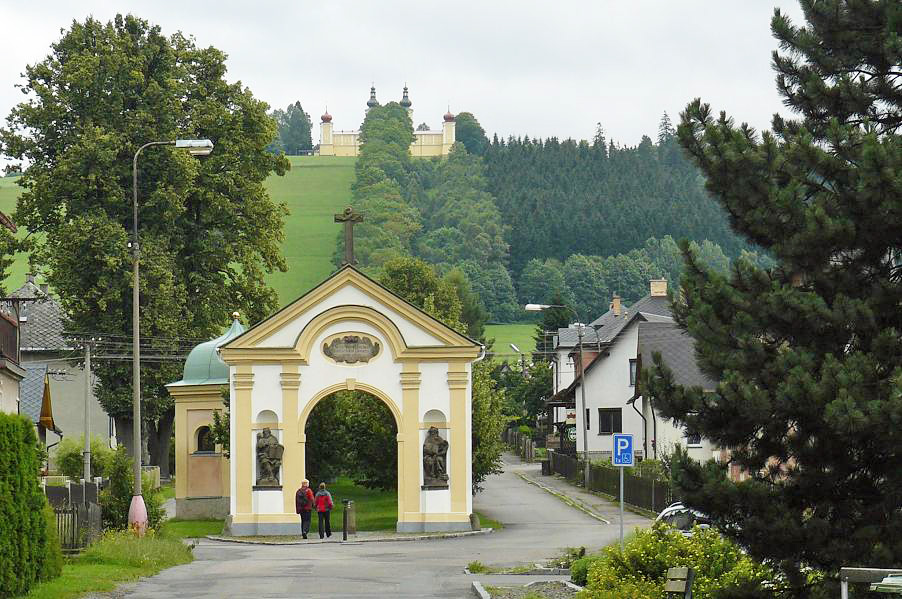
Hora Matky Boží w Kralikach i aleja prowadząca tam z miasta ze stacjami drogi krzyżowej

Centrum miasta stanowi miejska strefa zabytkowa – malowniczy rynek i okoliczne uliczki. Funkcjonują tu dwa muzea – miejskie (w rynku) oraz wojenne, związane z tutejszym odcinkiem przedwojennych umocnień granicznych (na północ od miasteczka).
Najważniejszą atrakcją jest położony na wschód od miasta kompleks klasztorno-pielgrzymkowy Hora Matky Boží (Góra Matki Bożej) z dużym, barokowym klasztorem redemptorystów i domem pielgrzyma. Z miasta na górę prowadzi aleja ze stacjami drogi krzyżowej.

## Miasta partnerskie
- Międzylesie, Polska
- Villmar, Niemcy
- Solbiate Olona, Włochy